# Czosnek dęty

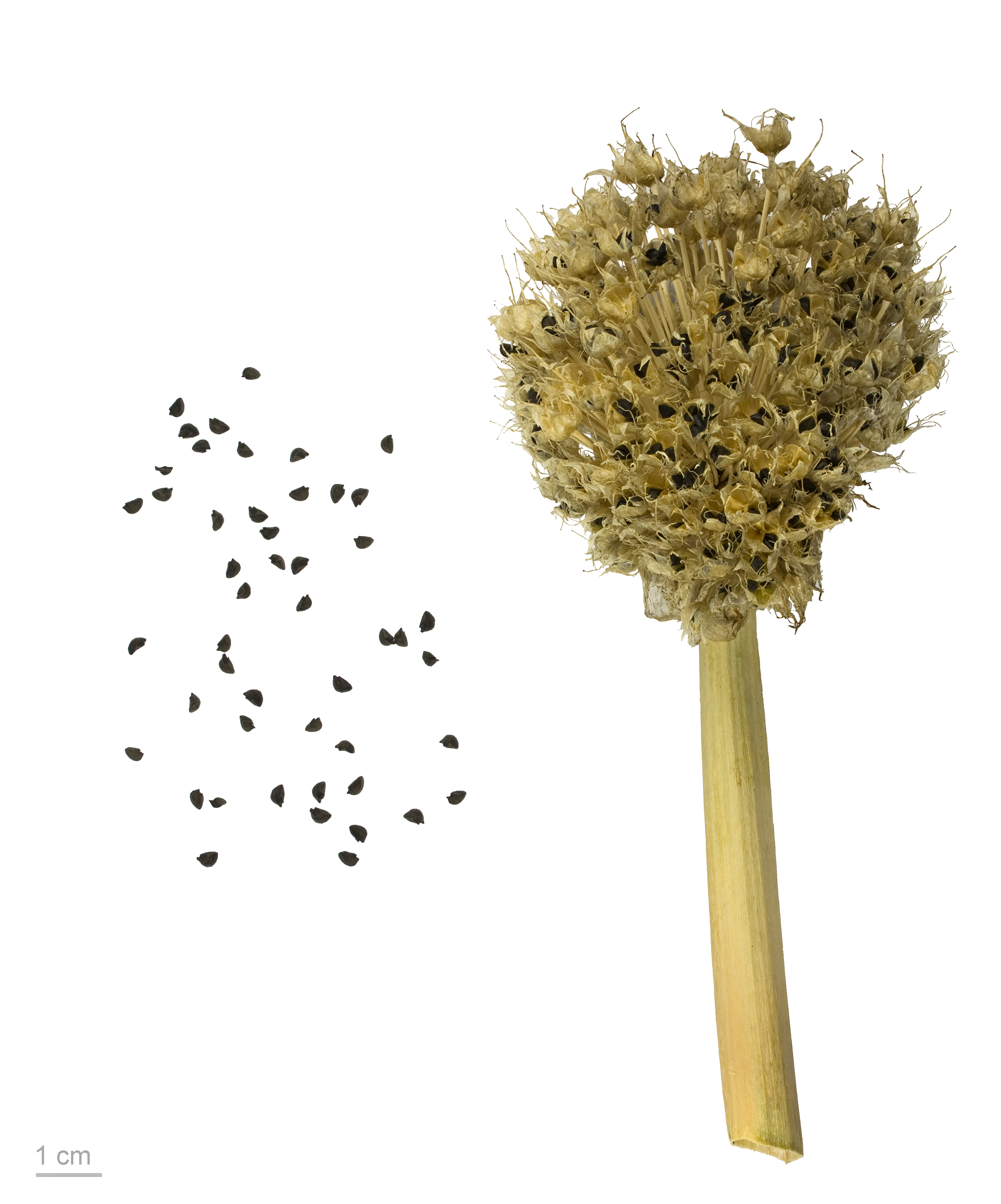
Owoce i nasiona

Czosnek dęty (Allium fistulosum L.), nazywany także cebulą siedmiolatką – gatunek byliny należący do rodziny czosnkowatych. Jego pochodzenie jest nieznane, przypuszcza się, że pochodzi z Chin. W stanie dzikim nie jest spotykany. Prawdopodobnie został wyselekcjonowany z cebuli ałtajskiej (Allium altaicum), z którą jest spokrewniony.

## Morfologia
PokrójWysokość 1,5 m.
ŁodygaObła, dęta, o średnicy 2 cm.
LiścieCiemnozielone, rurkowate, dęte, podobne do cebuli zwyczajnej (Allium cepa).
KorzeńMałe, podługowate cebule z licznymi, wąskimi cebulkami bocznymi.

## Zastosowanie i uprawa
- Zastosowanie. Roślina uprawna, w Chinach znana już od ponad dwóch tysięcy lat. Obecnie rozpowszechniona w uprawie również w Europie i Ameryce. Siedmiolatkę uprawia się dla jadalnych liści, które są bardzo bogate w witaminy. Zawartość witaminy C jest piętnastokrotnie wyższa niż u cebuli zwyczajnej.
- Uprawa. Rozmnaża się z nasion lub przez podział.